# ACOG
Trijicon ACOG (англ. Advanced Combat Optical Gunsight) — серия армейских оптическиx прицелов для ведения огня из стрелкового оружия на малую и среднюю дальность.  Производится американской корпорацией Trijicon, предлагается в широком ассортименте вариантов с различным увеличением (от 1,5 крат до 6 крат), наличием или отсутствием механического прицела, типом подсветки и т.д. Как правило устанавливается на стандартную планку Пикатинни, также имеется возможность установки на стандартный CarryHandle.

## Подсветка прицельной сетки
В отличие от других систем коллиматорных прицелов не требует химических элементов питания для системы подсветки. При достаточном дневном освещении подсветка выполняется через волоконно-оптический световод, в противном случае используется тритиевая подсветка.
ACOG является стандартным прицелом армии США и используется во многих спецподразделениях по всему миру.

## В массовой культуре
Прицел ACOG широко распространён в массовой культуре — его можно увидеть во множестве фильмов и видеоигр.
Используется в играх Call of Duty: Modern Warfare, конкретно во второй и третьей частях, причём встречается там он не только на оружии солдат НАТО с планкой Пикатинни, но и на советском оружии — версиях АК и РПД. Также используют для "советского" оружия аналог Пикатинни.
Также он используется в играх компании Ubisoft, таких как Tom Clancy's Rainbow Six Siege, встречается в некоторых играх серии Battlefield, в симуляторе выживания SCUM, присутствует в мобильной игре Arena Breakout.